# Vince's Devils
Vince's Devils (originalment conegudes com a Ladies in Pink), va ser una aliança de dives de la World Wrestling Entertainment en la marca RAW. L'equip estava compost per les dives Candice Michelle, Victoria i Torrie Wilson. Les tres dives van formar la seva aliança l'agost de 2005 després que Wilson i Candice Michelle fossin traspassades de SmackDown! a RAW. Vince's Devils, anomenades així després que el president de la WWE Vince McMahon ajudes a les unes i a les altres en els seus combats i feus fins que la tensió va començar a créixer entre Wilson i Candice Michelle quan aquesta última va posar per la Playboy l'abril del 2006. El grup es va trencar oficialment el març del 2006.